# Péreille
Péreille es una comuna francesa situada en el departamento de Ariège, en la región de Occitania.

## Demografía
| 130 | 109 | 138 | 138 | 199 | 177 | 194 |
| Para los censos de 1962 a 1999 la población legal corresponde a la población sin duplicidades (Fuente: INSEE [Consultar]) |     |     |     |     |     |     |